# Out of Control (U2)
Out of Control is het eerste nummer van de Ierse band U2. Het nummer werd in augustus 1979 uitgebracht. Op de single stonden ook de nummers Stories for Boys en Boy-Girl.
De naam van deze single was U2-3. Ze werd uitgebracht op 7" en 12". Er werden duizend singles gedrukt. Vandaar ook dat deze single nu veel gezocht wordt door verzamelaars.
Het nummer gaat over wakker worden op je achttiende verjaardag en dat je je realiseert dat je achttien bent, maar dat het leven eigenlijk maar om twee dingen draait: geboren worden en doodgaan. Bono schreef dit nummer op zijn achttiende verjaardag. Luisteraars van de radioshow van Dave Fanning werd gevraagd welke van de drie nummers de A-kant moest worden. Out of Control kwam als beste uit de bus.
Out of Control staat ook op het album Boy, echter in een andere uitvoering. Het nummer werd ook opgenomen op de cd the Irish A-Z Of Rock compilation